# 동남권원자력의학원
동남권원자력의학원(東南圈原子力醫學院)은 방사선의 의학적 이용에 대한 연구, 동남권 지역주민의 의료서비스 향상과 방사선비상진료 업무 수행을 위해 2010년 7월 16일 개원한 대한민국 과학기술정보통신부 직할 출연연구기관이자 기타공공기관인 한국원자력의학원을 모기관으로 하는 부설기관이다(인사와 예산을 모기관과 분리 운영). 부산광역시 기장군 장안읍좌동길 40에 위치하고 있다.

## 설립 근거
- 방사선 및 방사성동위원소 이용진흥법

## 연혁
- 2006년 12월 22일 동남권원자력의학원 현판식
- 2010년 4월 23일 준공식
- 2010년 7월 16일 동남권원자력의학원 개원
- 2010년 12월 연구센터 오픈
- 2013년 5월 1일 세포치료연구실 오픈

## 조직

### 동남권원자력의학원장
- 홍보실
- 교육훈련팀
- 정책기획팀

#### 경영관리부
- 인사총무팀
- 회계팀
- 구매팀
- 복지운영팀
- 시설장비팀
- 예산팀
- 정보관리팀

#### 병원
- 소화기내과
- 호흡기내과
- 혈액종양내과
- 심장내과
- 신장내과
- 내분비내과
- 감염내과
- 소아청소년과
- 외과
- 흉부외과
- 정형외과
- 신경외과
- 산부인과
- 이비인후과
- 비뇨기과
- 방사선종양학과
- 가정의학과
- 핵의학과
- 영상의학과
- 마취통증의학과
- 진단검사의학과
- 병리과
- 수술실
- 중환자실
- 응급실
- 의무기록실
- 영양실
- 의료질/감염관리실
- 약제팀
- 원무팀
- 보험심사팀

##### 센터
- 진료협력센터
- 로봇수술센터
- 사이버나이프센터
- 갑상선/두경부암센터
- 유방암센터
- 흉부암센터
- 부인암센터
- 소화기암센터
- 뇌종양센터
- 특수암센터
- 진료지원센터
- 암예방건강증진센터

##### 간호부
- 병동간호과
- 외래/특수간호과

#### 연구센터

##### 연구기획관리부
- 임상연구실
- 실험방사선연구실
- 방사선의학물리연구실
- 방사선안전관리실

## 같이 보기
- 서남권원자력의학원
- 한국원자력연구원
- 한국원자력안전기술원
- 한국원자력통제기술원
- 한국원자력문화재단